# Oppidum de Ensérune
El oppidum de Ensérune (en francés: Oppidum d'Ensérune) es un yacimiento arqueológico que comprende los vestigios de una población antigua, ubicado sobre un cerro del municipio de Nissan-lez-Enserune, en el departamento de Hérault (Francia). Este poblado estuvo habitado entre el siglo VI a. C. (Edad del Hierro), y el siglo I d. C. Su emplazamiento en la cumbre de un cerro permite calificarlo de oppidum.
El yacimiento  fue objeto en 1935 de una  clasificación al título de monumento histórico de Francia, ampliada en 1936.

## Emplazamiento y entorno
La altiplanicie sobre la que se construyó el oppidum se eleva poco más de 100 m sobre la llanura que hay a sus pies y por lo tanto ofrece una excelente vista panorámica de una parte de regiones de Béziers y Narbonne hasta los Pirineos. Su posición le posibilitaba el control sobre el territorio circundante.
Ensérune permite conocer a simple vista el estanque de Montady, situado al norte, al pie de Ensérune. Desde finales del siglo XVII, el canal del Mediodía pasa al sur de la colina desde el túnel de Malpas al sureste.
El lugar está situado a unos ocho kilómetros hacia el oeste del centro histórico de Béziers. El yacimiento arqueológico está situado cerca de dos kilómetros y medio al norte de la antigua aldea de Nissan-lez-Ensérune, en el límite con los territorios de Colombiers, Montady y Poilhes que poseen parte de las laderas. Visto desde el aire, el emplazamiento de Ensérune se presenta como una hoja de cuchillo, que se extiende en sentido este-oeste a lo largo de 750 m y alcanza una anchura máxima de 250 m.

### Geología
La colina de Ensérune  consiste en una roca muy blanda, lo que permitió excavar los silos. Esta roca está formada por sedimentos del Mioceno, compuestos de arenas marinas litorales.

## Historia
Ensérune es un centro que ilustra muy bien la realidad de los oppida (centros fortificados) de la Galia prerromana. Este y otros centros, situados a mitad de camino entre el Ródano, al este, y los Pirineos, al oeste, constituían los poblados indígenas de la región, los cuales, mucho antes de la conquista romana de la Galia, habían alcanzado un notable grado de desarrollo, abriéndose muy pronto a los contactos con la costa frecuentada por los antiguos griegos.
Se convirtió, debido a su posición geográfica en la confluencia de las grandes rutas terrestres y marítimas en un centro de encuentros e intercambios. Una de esas rutas permitió a principios de la Edad del Hierro los contactos e intercambios culturales ente la Europa Central, Italia y las regiones de Iberia y Aquitania.

## Arqueología

### Campañas arqueológicas

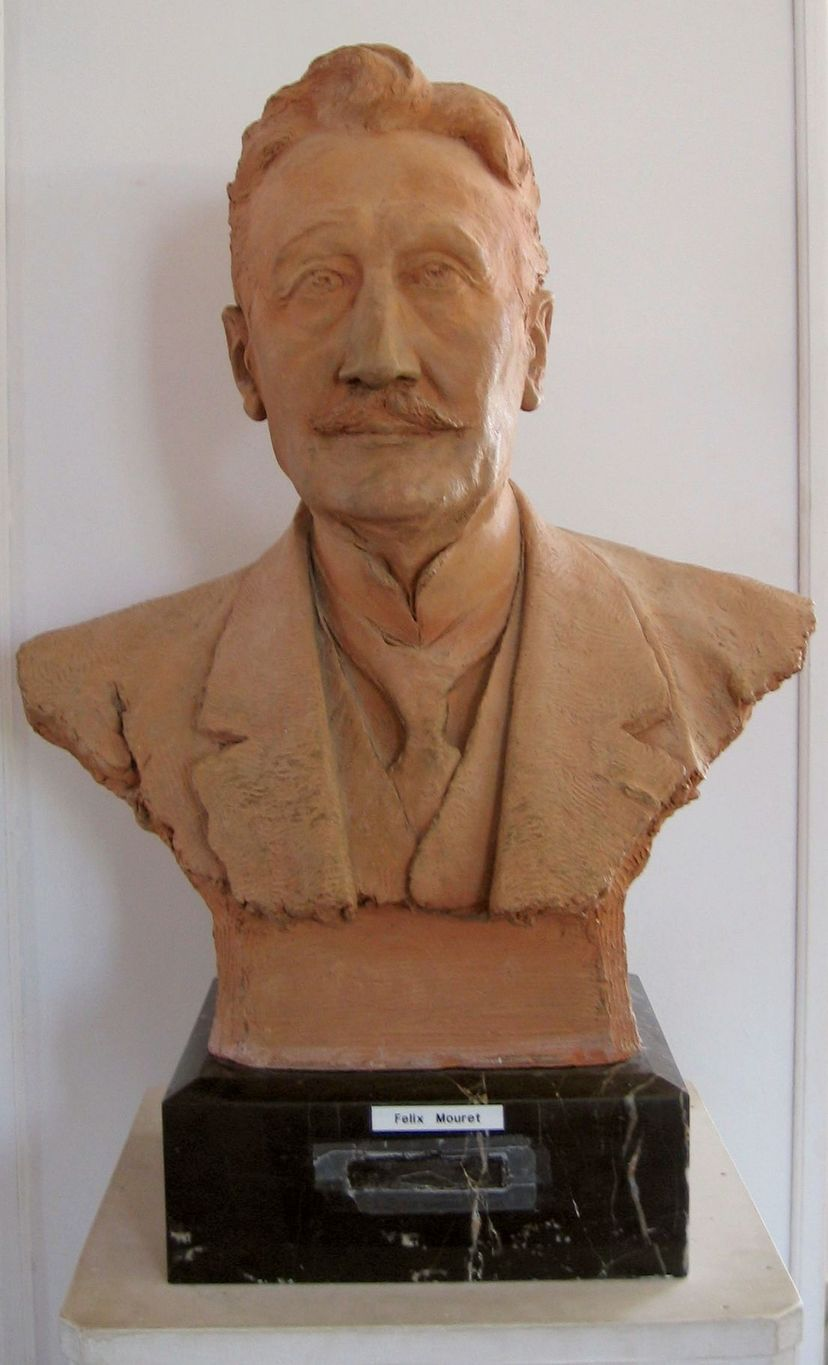
Busto del arqueólogo Félix Mouret.

Hacia 1850, algunos numismáticos encontraron monedas ibéricas en el sitio, lo que atrajo la atención de los arqueólogos locales. Entre 1843 y 1860, el abad A. Ginieis, sacerdote de Montady, realizó la primera exploración del sitio y encontrar un cementerio de incineración y tumbas. Tras las primeras excavaciones efectuadas por E. Pottier y S. Reinach a principios del siglo XX, Félix Mouret, un propietario local apasionado por la arqueología, emprendió excavaciones sistemáticas en 1915, cuyo resultado publicó en 1916. Prosiguió las excavaciones hasta 1928. Después, de 1929 a 1945, las dirigió el abad Louis Sigal, y a su muerte en 1945, fue confiada a Jean Jannoray, profesor de la facultad de Letras de Montpellier y director de la Circunscripción de Antigüedades Históricas, con la colaboración activa del sacerdote de Nissan-lez-Ensérune, Joseph Giry. A él se debe la obra de síntesis sobre el oppidum de Ensérune, una tesis doctoral, enmarcado en la historia de la civilización prerromana de la Galia meridional, publicada en 1955. La exploración arqueológica continuó de 1955 a 1967, bajo la dirección de Hubert Gallet de Santerre, con la colaboración del abad Giry, también arqueólogo, que continuó los trabajos y participó en la creación del museo de Ensérune.
A finales de la década de 1980 y en 1995, Martine Schwaller efectuó otras excavaciones, en particular en las tumbas. Por último, a finales de la década de 1990, excavaron Cécile Dubosse (sondeos en el área de la cumbre) y M.-E. Bellet (una zona artesanal).

## El poblado
En base al material cerámico hallado, se ha podido fijar la fecha de la primera ocupación del lugar a principios del siglo VI a. C. Se han datado tres grandes fases de vida del hábitat, desde el siglo VI a. C. hasta el I (Ensérune I, II, III).

### Ensérune I
El primer poblado, situado en el área noroeste de la colina, se data entre principios del siglo VI y finales del siglo V a. C. Su estructura es modesta y fue definido por Jean Jannoray como «un poblado anclado en las formas de vida de un arcaísmo ancestral». Ensérune I posee una estructura muy simple: cabañas de tierra batida, cuya planta está tallada en la roca virgen, y una serie de silos con la función de despensas y cisternas.
Los habitantes vivían de una agricultura más bien primitiva, de la caza, la pesca y los intercambios. La ausencia de murallas defensivas caracteriza el hábitat como un oppidum con funciones comerciales, surgido muy probablemente a consecuencia de la fundación griega de Marsella, para permitir a los indígenas una relación fácil con la costa.

### Ensérune II

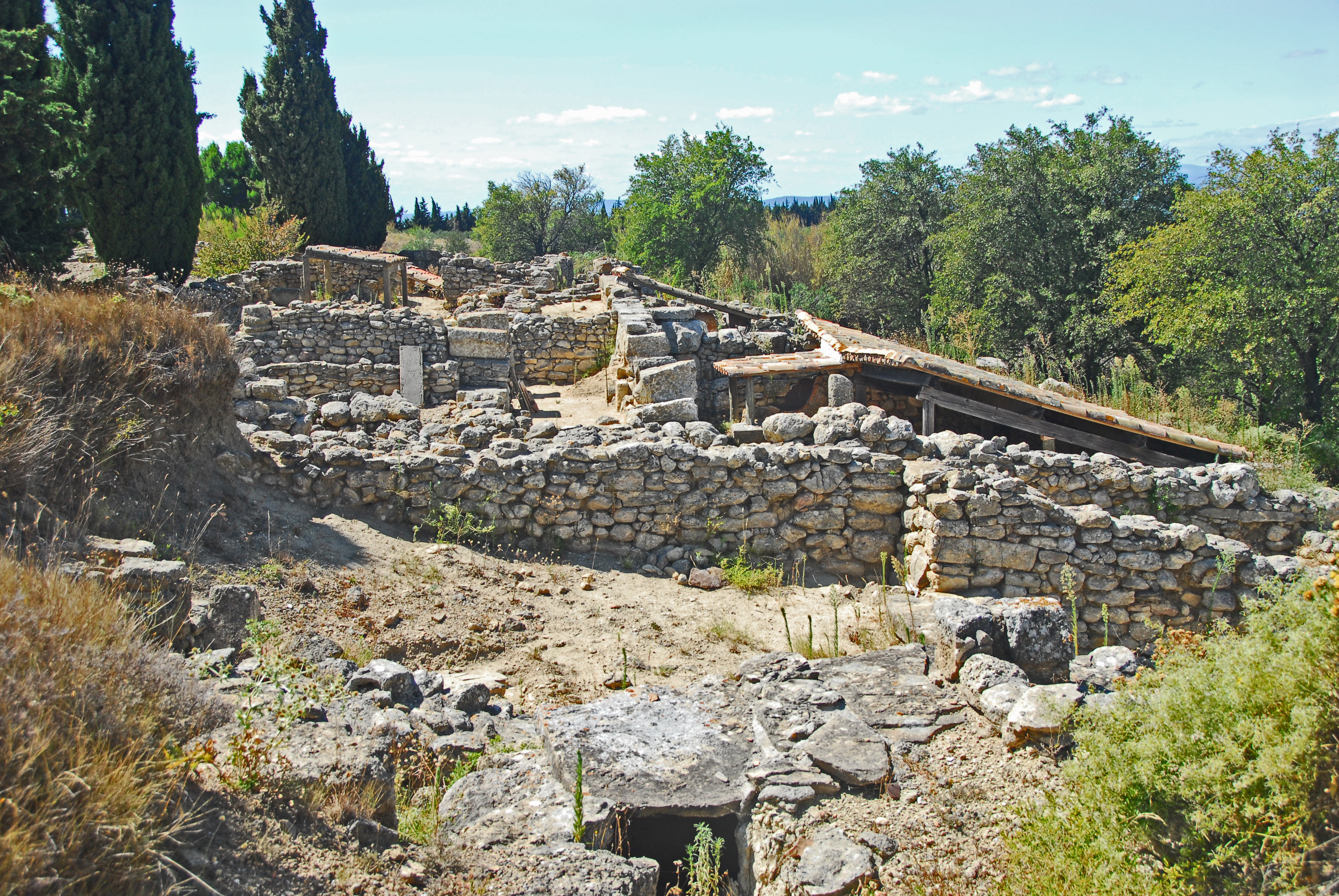
Zona occidental del yacimiento.

Hacia el 425 a. C., se construyó el segundo asentamiento. La ausencia de indicios de destrucción violenta confirma que la sucesión se produjo pacíficamente, muy probablemente sin ninguna intervención exterior. Su cronología, del siglo V al III a. C., la proporcionan los materiales de los ajuares que se han hallado en las tumbas, actualmente expuestos en el Museo de Ensérune.
Toda el área de la colina fue ocupada durante esta fase por barrios de viviendas que, siguiendo la configuración de la altiplanicie, se dispone en su mayoría en sentido este-oeste. Las casas, de planta, rectangular y constituidas por una sola habitación, son de piedra. Un poste central de madera desempeña la función de sostén del techo.
Los silos-cisternas no parecen estar ya en uso. Son reemplazados por grandes dolia (jarras) hundidas en el suelo de las viviendas.
La ciudad se rodeó por una muralla ciclópea, que deja libre por el oeste, una amplia zona destinada a necrópolis. El barrio noreste está atravesado por una calle orientada en sentido este-oeste, que en su tramo oriental sirve de camino de ronda, siguiendo el borde de la colina, mientras que por el oeste, está acompañada de casas a ambos lados. El barrio estaba protegido, al norte, por una muralla datada en el siglo IV a. C.: un paso permite la comunicación entre el poblado y la llanura a sus pies.
El barrio central, orientado de norte a sur, constituye el límite occidental de Ensérune II, como lo confirma un tramo de la muralla, datable también en el siglo IV a. C., más allá del cual, el oppidum solo se extendió en la fase siguiente (Ensérune III). En todo el bario, dos niveles estratigráficos distintos corresponden a las dos primeras fases de la vida del hábitat.

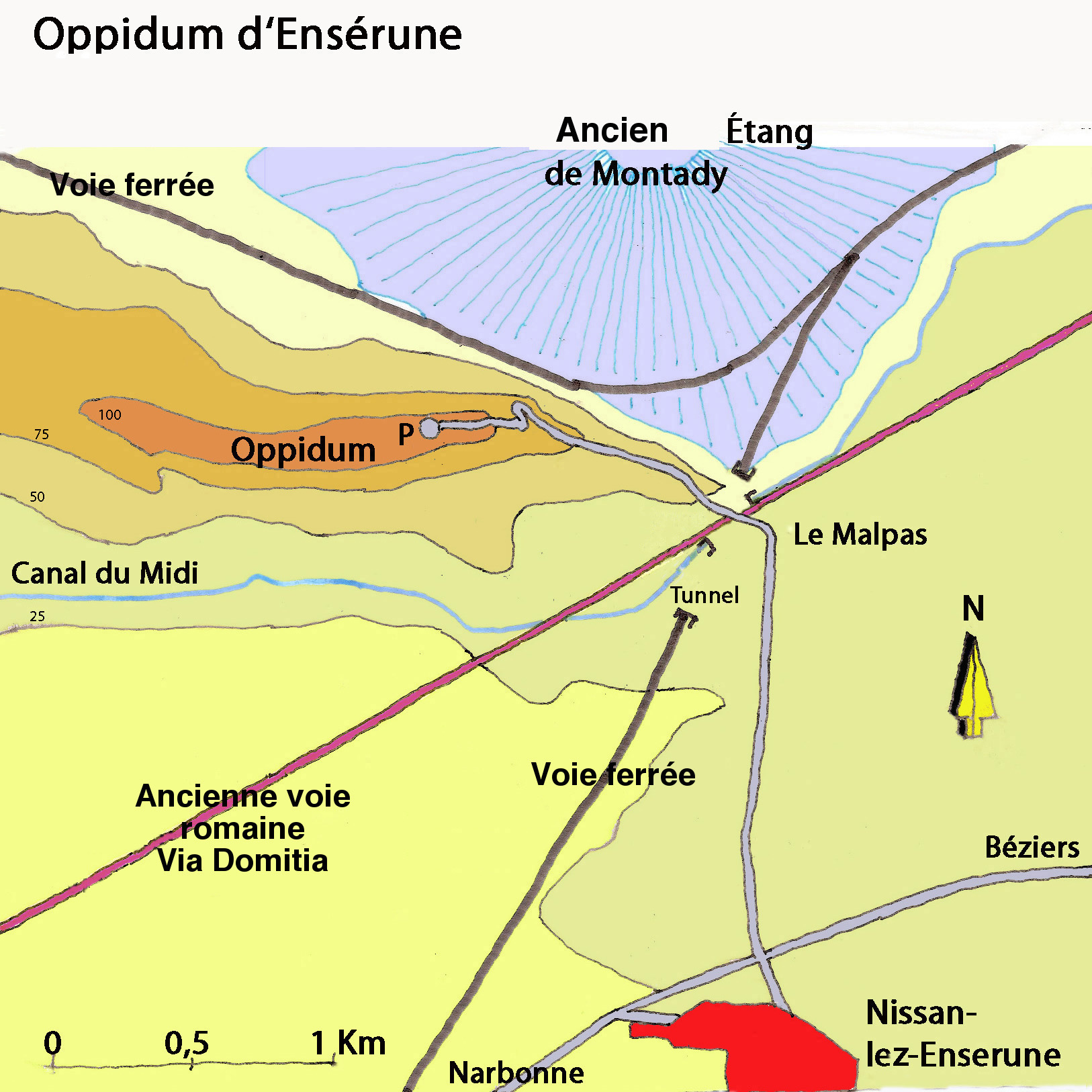
Plano del Oppidum.

Fuera de la muralla, en el extremo occidental de la altiplanicie, se extiende el área destinada a la necrópolis. Las sepulturas son todas del tipo de incineración. El difunto era incinerado en una hoguera (ustirnum) y las cenizas se recogían en una urna, casi siempre una vasija de importación, que se depositaba en un hoyo excavado en la tierra o en roca. Una estela recordaba el lugar de la sepultura. Los objetos del ajuar que acompañan al difunto son, joyas para las mujeres, armas para los hombres, juguetes para los niños, y en todas las tumbas, objetos de cerámica.
Las copas áticas, presentes en todos los ajuares desde principios del siglo V a. C., tienden a desaparecer a finales del IV a. C., reemplazadas por un mayor número de cerámicas de acompañamiento: jarras, cráteras, platos y un nuevo tipo de copa. Al difunto se le ofrece casi siempre un banquete, y entre los alimentos aparece muy a menudo el huevo, símbolo y promesa de resurrección. Muchos materiales son importados: entre las cerámicas áticas destacan las cráteras de grandes dimensiones, las cerámicas grises fabricadas en la costa catalana, las cerámicas ibéricas pintadas de ocre y las galas. Los metales -las armas especialmente- son aportaciones de las regiones de cultura céltica de la Galia suroccidental y de Cataluña.

### Ensérune III
La tercera y última fase de ocupación se inicia en la segunda mitad del siglo III a. C., contemporáneamente a loa llegada de los galos a las orillas del Mediterráneo. En esta fase, Ensérune asiste a importantes acontecimientos y, por el oeste, a una ampliación considerable.
En la vertiente meridional del área central de la altiplanicie se construyeron más viviendas, que se extendían más allá del límite natural de la colina, en terrazas artificiales sostenidas por muros de contención. En dirección oeste, en cambio, el poblado ocupaba el área que antes era utilizada como necrópolis, en la cual levantó un nuevo barrio residencial.
En líneas generales, la planta sigue siendo la de la fase anterior, con las calles que se cortan perpendicularmente. También las casas continúan siendo de una única habitación, pero el poste de madera que sostenía el techo se sustituye por una columna de caliza, tallada según el modelo de la columna jónica.
En esta fase, los materiales de importación están constituidos por cerámica campaniense, vajilla de los centros greco-ibéricos de la costa catalana, armas, joyas y vasos del área celta, cerámica aretina y ánforas vinarias itálicas.

### Los silos deloppidum

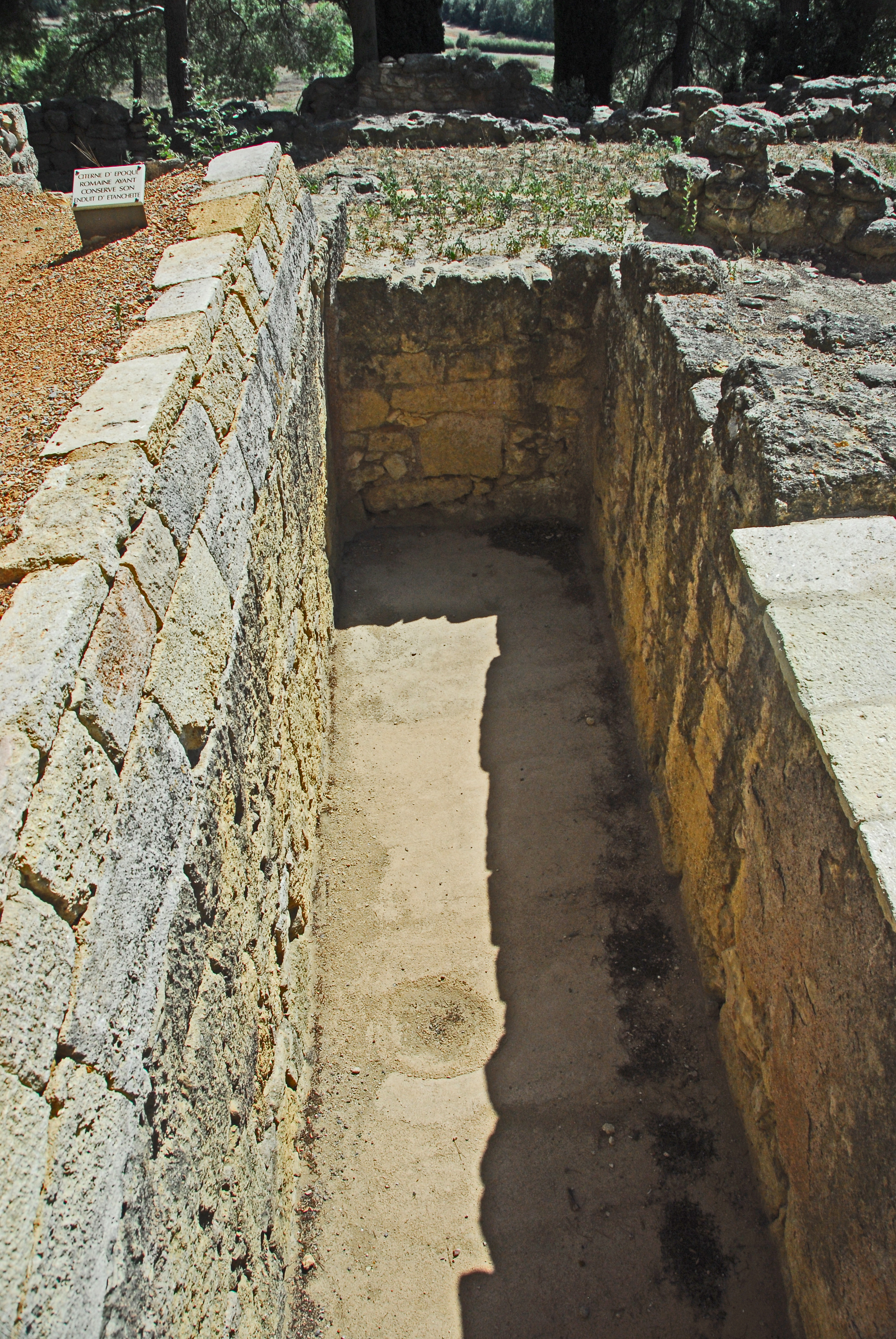
Silo.

Ensérune es conocida por poseer una gran cantidad de módulos de almacenamiento que son los silos, excavados en la roca del subsuelo. De hecho, hay no menos de 300 fosos en la colina y sus alrededores. Estas estructuras tienen una capacidad que van desde 10 000 hasta 85 000 litros, con una forma general ovoide. Se caracterizan por una boca estrecha, un cuerpo exvasado y fondo plano. Se comunican por medio de varios y complejos sistemas de aberturas y canales.
Construidos a lo largo de toda la historia del sitio, a diferencia de lo que pensaba Jean Jannoray en la década de 1950 (cavados antes del siglo V a. C., los fosos se reutilizaron como cisternas, rellenas para permitir la construcción de nuevas viviendas, etc.), fue asumido siempre que fueron utilizados para el almacenamiento de cereales. Sin embargo, el uso de estas excavaciones como suministro de agua se considera verosímil para una gran cantidad silos. Parece que la mayoría de estas estructuras pertenecen a la última fase del sitio, principalmente entres los siglos II y I a. C.